# Амана (организация)
Амана́ (ивр. אֲמָנָה‎, рус. Соглашение) — организация, относящаяся к израильскому поселенческому движению. Создана в 1976 году движением «Гуш Эмуним», официально зарегистрирована в 1978 году. Также признана Всемирной сионистской организацией.
Со временем «Амана» стала практически независимой от движения «Гуш Эмуним».

## Деятельность организации
Основной целью организации стало развитие (еврейских) общин на территории Иудеи, Самарии, Голанских высот, Негева, Галилеи и в Гуш Катифе. Первыми такими поселениями стали Офра, Мево Модиин, Кдумим, и Маале-Адумим